# Leopold II. Babenberský
Leopold II. Babenberský, Luitpold (1050 – 12. října 1095) byl markrabě Východní marky z dynastie Babenberků.

## Život
Leopold byl synem markraběte Arnošta a Adelaidy Wettinské, dcery Dediho II. Během sporů o investituru stál zpočátku na straně císaře Jindřicha IV., ale postoj roku 1081 na říšském sněmu v Tullnu vlivem své manželky Idy a pasovského biskupa Altmana změnil. 12. května 1082 se Leopold střetl s českým knížetem Vratislavem, straníkem římského krále, a jeho bratry Konrádem a Otou v bitvě u Mailbergu.
| „                                        | Bojovníci, jejichž síly jsem já sdostatek zkusil v mnoha šťastných bitvách, nebojte se těch prchavých stínů, jimž jest – a já toho velmi lituji – otevřeno pole k útěku. Vím totiž, že se neodvažují dáti s vámi do boje. Což nevidíte, jak prozrazují svou slabost tím, že je strach sehnal do jedné hromady? Není tam viděti zbraně v žádné podobě, ovce jsou to, myslím si, a žrádlo vlkům... | “ |
| — vévoda Leopold (Kosmova kronika česká) | |   |

Řeč nepomohla a rakouské šiky byly prolomeny a rozdrceny, poté následoval vpád Čechů do Rakous. K úplnému dobytí země sice nedošlo, ale česká hranice se rozšířila k Lávě, na Mikulovsko a do blízkosti Valtic.
Leopold zemřel roku 1095 a údajně byl pohřben v klášteře Melk, jehož pozemek roku 1089 daroval benediktinskému řádu. Antropologický průzkum babenberských pozůstatků z hromadné hrobky v konventním kostele, provedený v sedmdesátých letech 20. století tuto hypotézu vyvrací. Jiné prameny hovoří o pohřbu v Garsu.